# آن بیشاپ
آن بیشاپ (۱۹ دسامبر ۱۸۹۹) - ۷ مه ۱۹۹۰) زیست‌شناس انگلیسی از کالج گیرتون در دانشگاه کمبریج و عضو انجمن سلطنتی، یکی از معدود یاران زن انجمن سلطنتی بود. او در منچستر زاده شد اما برای اکثر قریب به اتفاق زندگی حرفه ای خود در کمبریج ماند. تخصصهای او پروتوزولوژی و انگل‌شناسی بود. در ابتد کارش را با انگل‌های مژک‌داران شروع کرد. بیشاپ هنگام کار در سمت دکترا، رفتار آمیبی را در انگلستان مورد مطالعه قرار داد و شیمی‌درمانی احتمالی را برای درمان بیماری‌های آمیبیاز از جمله دیستری آمیبی مورد بررسی قرار داد.